# Список похороненных на Новодевичьем кладбище (Г)
Новодевичье кладбище является одним из самых известных некрополей Москвы. Оно было образовано в 1898 году вдоль южной стены Новодевичьего монастыря, где имеется дворянский некрополь XIX века. В советское время это было второе по значимости кладбище после некрополя у Кремлёвской стены. Многие могилы Новодевичьего кладбища являются объектами культурного наследия. В данной статье представлен список значимых людей, похороненных на Новодевичье кладбище, фамилии которых начинаются на букву «Г».

## Список
- Габбе, Тамара Григорьевна (1903—1960) — писательница, переводчица и литературовед; 5 уч. 43 предпоследний ряд.
- Габович, Михаил Маркович (1905—1965) — артист балета, художественный руководитель Московского хореографического училища (1954—1958), народный артист РСФСР (1951); 6 уч. 20 ряд.
- Габрилович, Алексей Евгеньевич (1936—1995) — кинорежиссёр, сын Е. И. Габриловича; 1 уч., 11 ряд
- Габрилович, Евгений Иосифович (1899—1993) — кинодраматург, писатель; 1 уч. 11 ряд.
- Гайдар, Егор Тимурович (1956—2009) — министр экономики и финансов РФ; автор памятника А. В. Балашов; 4 уч. 27 ряд.
- Галицкий, Борис Карпович (1914—1965) — лётчик-испытатель, Заслуженный лётчик-испытатель СССР, Герой Советского Союза; 6 уч. 24 ряд
- Галицкий, Кузьма Никитович (1897—1973) — генерал армии, Герой Советского Союза; 7 уч. лев.ст. 4 ряд
- Галкин, Самуил Залманович (1897—1960) — поэт, драматург и переводчик; 8 уч. 6 ряд.
- Галышев, Виктор Львович (1892—1940) — полярный лётчик, первый лётчик-спасатель СССР (1930), участник спасения челюскинцев (1934); 4 уч; 23 ряд.
- Гальперин, Анатолий Владимирович (1923—1966) — артиллерист, полковник, Герой Советского Союза; колумбарий, 127 секция
- Гамбурцев, Григорий Александрович (1903—1955) — геофизик, сейсмолог, академик АН СССР; 1 уч. 26 ряд.
- Ганенко, Иван Петрович (1903—1995) — Первый секретарь Полоцкого обкома КП(б) Белоруссии (1948—1950) и Астраханского обкома КПСС (1954—1961); 3 уч. 52 ряд.

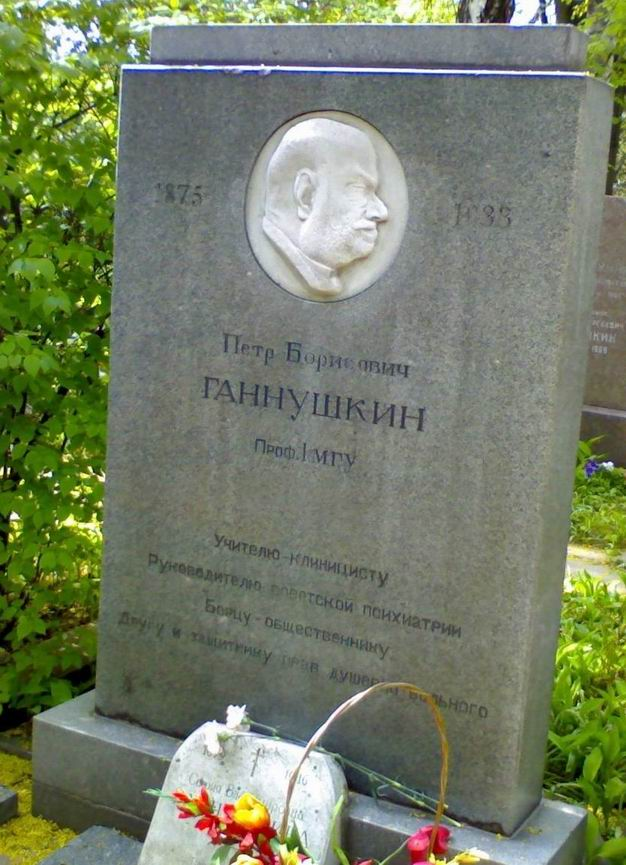
Памятник профессору Петру Борисовичу Ганнушкину

- Ганнушкин, Пётр Борисович (1875—1933) — психиатр, профессор; 3 уч. 43 ряд
- Гамалея, Николай Фёдорович (1859—1949) — один из основоположников микробиологии, иммунологии, вирусологии и учения о дезинфекции, почётный академик АН СССР и академик АМН СССР; 4 уч. 39 ряд
- Гарбузов, Василий Фёдорович (1911—1985) — Министр финансов СССР; 7 уч. лев.ст. 22 предпоследний ряд.
- Гарнаев, Юрий Александрович (1917—1967) — лётчик-испытатель, Заслуженный лётчик-испытатель СССР, Герой Советского Союза; 6 уч. 26 ряд
- Гаук, Александр Васильевич (1893—1963) — дирижёр, композитор, педагог, профессор Московской консерватории; 8 уч. 26 ряд.
- Гвай, Иван Исидорович (1905—1960) — конструктор пусковых установок для реактивных снарядов (одна из них, БМ-13 «Катюша»), лауреат Сталинских премий (1941, 1942).
- Гвишиани-Косыгина, Людмила Алексеевна (1928—1990) — советский дипломат и учёный-историк, дочь советского государственного деятеля А. Н. Косыгина, рядом с матерью, К. А. Косыгиной; 1 уч. 8 ряд.
- Гегелло, Александр Иванович (1891—1965) — архитектор; 6 уч. 20 ряд.
- Гейнике, Николай Александрович (1876—1955) — историк, педагог, краевед, музеолог; 4 уч. 51 ряд.
- Геловани, Арчил Викторович (1915—1978) — Маршал инженерных войск; 7 уч. лев.ст. 15 ряд.
- Геловани, Михаил Георгиевич (1892—1956) — актёр театра и кино, народный артист СССР; 3 уч. 58 последний поперечный ряд.
- Гельман, Израиль Григорьевич (1881—1937) — врач-гигиенист, профессор, участник революционного движения; 3 уч., 62 ряд, 24 место.
- Гельман, Полина Владимировна (1919—2005) — начальник связи авиационной эскадрильи, совершила 860 боевых вылетов, Герой Советского Союза; колумбарий, 134 секция, между 7 и 8 уч.
- Гельфрейх, Владимир Георгиевич (1885—1967) — соавтор высотки на Смоленке и нового здания Библиотеки имени Ленина; автор памятника Б. В. Едунов; 7 уч. пр.ст. 1 ряд.
- Гельцер, Екатерина Васильевна (1876—1962) — балерина; 3 уч. 65 ряд рядом с монастырской стеной.
- Георгадзе, Михаил Порфирьевич (1912—1982) — Секретарь Президиума Верховного Совета СССР (1957—1982); 10 уч. 1 ряд.
- Георгиев, Виктор Михайлович (1937—2010) — кинорежиссёр, сценарист; колумбарий, секция 149-7-2.
- Герага, Павел Иосифович (1892—1969) — актёр театра и кино, народный артист РСФСР (1947); 7 уч. пр.ст. 8 ряд.
- Герасимов, Александр Михайлович (1881—1963) — художник, Президент АХ СССР; автор памятника Е. В. Вучетич; 8 уч. 27 ряд в районе центр. аллеи.
- Герасимов, Антон Владимирович (1900—1978) — один из организаторов войск ПВО, генерал-полковник артиллерии (1956); 7 уч. лев.ст. 14 ряд
- Герасимов, Геннадий Иванович (1930—2010) — советский и российский дипломат и журналист-международник.; 1 уч. 1 ряд.
- Герасимов, Михаил Михайлович (1907—1970) — антрополог, археолог, скульптор, доктор исторических наук; колумбарий, секция 124-17-4
- Герасимов, Сергей Апполинариевич (1906—1985) — кинорежиссёр, сценарист, киноактёр, педагог, профессор ВГИКа, доктор искусствоведения, академик Академии педагогических наук СССР, народный артист СССР; 10 уч. 3 ряд.
- Герасимов, Сергей Васильевич (1885—1964) — художник, живописец, действительный член АХ СССР; автор памятника Е. Ф. Белашова; 6 уч. 5 ряд.
- Герцен, Пётр Александрович (1871—1947) — хирург, член-корреспондент АН СССР (1939); 4 уч. 41 ряд
- Гетман, Андрей Лаврентьевич (1903—1987) — генерал армии, Герой Советского Союза; 7 уч. лев.ст. 23 ряд
- Гетье, Фёдор Александрович (1863—1938) — терапевт, один из создателей и первый главный врач Солдатёнковской (позже — Боткинской) больницы; 3 уч. 59а ряд
- Гиацинтова, Софья Владимировна (1895—1982) — актриса театра и кино, художественный руководитель Театра имени Ленинского Комсомола, народная артистка СССР; 9 уч. 6 ряд.
- Гилельс, Елизавета Григорьевна (1919—2008) — скрипач, педагог, заслуженная артистка РСФСР; 2 уч. 24 ряд.
- Гилельс, Эмиль Григорьевич (1916—1985) — пианист, педагог; 10 уч. 3 ряд.
- Гиляров, Меркурий Сергеевич (1912—1985) — зоолог, академик АН СССР; 10 уч. 3 ряд.
- Гиляровский, Василий Алексеевич (1876—1959) — психиатр, академик АМН СССР (1944); 5 уч. 32 ряд
- Гиляровский, Владимир Алексеевич (1852—1935) — писатель, журналист; автор памятника С. Д. Меркуров; 2 уч. 1 ряд.
- Гинцбург, Александр Ильич (1907—1972) — кинооператор, заслуженный деятель искусств РСФСР; колумбарий, секция 136-4-3, в районе 7 уч. последнего ряда.
- Гинзбург, Виталий Лазаревич (1916—2009) — лауреат Нобелевской премии по физике, академик АН СССР; 11 уч. 6 ряд.
- Гинзбург, Моисей Яковлевич (1892—1946) — архитектор, профессор; 4 уч. 3 ряд.
- Гинзбург, Семён Захарович (1897—1993) — Нарком по строительству СССР (1939—1946), Министр строительства военных и военно-морских предприятий (1946—1947), промышленности стройматериалов СССР (1947—1950), Председатель Правления Стройбанка СССР (1963—1970); 3 уч. 13 ряд.
- Глаголев, Василий Васильевич (1898—1947) — генерал-полковник, Герой Советского Союза; 1 уч. 42 ряд
- Гладков, Фёдор Васильевич (1883—1958) — писатель; автор памятника Е. В. Вучетич; 2 уч. 40 ряд.
- Глазунов, Василий Афанасьевич (1896—1967) — генерал-лейтенант, дважды Герой Советского Союза; 6 уч. 39 ряд
- Глазунов, Кирилл Евгеньевич (1923—2009) — актёр, заслуженный артист РФ.
- Глазунов, Илья Сергеевич (1930—2017) — художник, народный художник СССР; 5 уч., 33 ряд.
- Глизер, Юдифь Самойловна (1904—1968) — актриса театра и кино, народная артистка РСФСР; 7 уч. пр.ст. 3 ряд, рядом с мужем — актёром М. М. Штраухом.
- Гликман, Борис Фомич (1924—2010) — учёный, доктор технических наук; 7 уч.(лев.ст.), 3 ряд, 15 место.
- Глинка, Елизавета Петровна (1962—2016) — общественный деятель и правозащитник; 4 уч.,48 ряд.
- Глиэр, Рейнгольд Морицевич (1875—1956) — композитор, педагог; автор памятника М. К. Аникушин; 3 уч. 63 ряд.
- Глушко, Валентин Петрович (1908—1989) — конструктор ракетной и космической техники, Генеральный конструктор комплекса «Буран», академик АН СССР, лауреат Ленинской и двух Государственных премий СССР; 10 уч. 5 ряд.
- Гнесин, Михаил Фабианович (1883—1957) — композитор, педагог, общественный деятель, доктор искусствоведения; брат сестёр Гнесиных; 2 уч. 5 ряд.
- Гнесина, Елена Фабиановна (1874—1967) — пианистка, педагог, создатель и руководитель учебных заведений, заслуженный деятель искусств РСФСР (1935); 2 уч. 5 ряд.
- Гнесина-Витачек, Елизавета Фабиановна (1879—1953) — скрипачка, педагог, заслуженная артистка РСФСР (1935), заслуженный деятель искусств РСФСР (1945); 2 уч. 5 ряд.
- Говоров, Владимир Леонидович (1924—2006) — Председатель Комитета ветеранов войны, генерал армии, Герой Советского Союза; сын Маршала Советского Союза Л. А. Говорова; 5 уч. 24 ряд у Центральной аллеи
- Говоруненко, Пётр Дмитриевич (1902—1963) — генерал-лейтенант танковых войск (1945), Герой Советского Союза; 8 уч. 22 ряд
- Говорухин, Станислав Сергеевич (1936—2018) — кинорежиссёр; 5 уч. 35 ряд.
- Гоголь, Николай Васильевич (1809—1852) — писатель; перезахоронен из Свято-Данилова монастыря в 1931 году; автор перенесённых из монастыря ограды и саркофага — Н. А. Андреев, автор установленного позже бюста — Н. В. Томский (в декабре 2009 вид захоронения приближен к первоначальному, бюст временно передан филиалу Исторического музея на территории монастыря); 2 уч. 12 ряд.
- Голдин, Николай Васильевич (1910—2001) — Министр строительства предприятий тяжёлой индустрии СССР; 10 уч. 9 ряд.
- Голиков, Филипп Иванович (1900—1980) — начальник Главного политического управления СА и ВМФ, Маршал Советского Союза; 7 уч. лев.ст. 16 ряд
- Голованов, Александр Евгеньевич (1904—1975) — Главный Маршал авиации; 7 уч. лев.ст. 11 ряд
- Голованов, Николай Семёнович (1891—1953) — композитор, главный дирижёр Большого театра, народный артист СССР; 3 уч. 22 ряд.
- Головин, Павел Георгиевич (1909—1940) — полярный лётчик, лётчик-испытатель, Герой Советского Союза (1937); колумбарий, секция 5-2
- Головко, Арсений Григорьевич (1906—1962) — Адмирал; автор памятника Л. Е. Кербель; 1 уч. 43 ряд в районе 4 ряда
- Голодный, Михаил Семёнович (1903—1949) — поэт; 1 уч. 37 ряд.
- Голосов, Илья Александрович (1883—1945) — архитектор, мастер крупной формы; 2 уч. 30 ряд.
- Голосов, Пантелеймон Александрович (1882—1945) — архитектор, педагог; 2 уч. 31 ряд.
- Голубаш, Юрий Фёдорович (1897—1973) — зоотехник, директор совхоза, Герой Социалистического Труда (1949); колумбарий, секция 12-5-4.
- Голубев, Виктор Максимович (1916—1945) — лётчик-штурмовик, гвардии майор, дважды Герой Советского Союза; колумбарий, 3 уч. слева от барельефа АНТ-20 «Максим Горький»
- Голубев, Владимир Васильевич (1884—1954) — математик, механик, член-корреспондент АН СССР; 1 уч. 44 ряд
- Голубев, Константин Дмитриевич (1896—1956) — генерал-лейтенант; 4 уч. 61 ряд
- Голунский, Сергей Александрович (1895—1962) — юрист, специалист по международному праву, член-корреспондент АН СССР; 8 уч. 21 ряд
- Гольданский, Виталий Иосифович (1923—2001) — физикохимик, академик АН СССР; 10 уч. 5 ряд.
- Гольдина, Мария Соломоновна (1899—1970) — оперная певица (меццо-сопрано), народная артистка РСФСР (1940); 3 уч. 65 ряд возле башни монастырской стены.
- Гольдфарб, Татьяна Иосифовна (1914—1964) — советская пианистка и педагог; 8 уч. 41 ряд.
- Гольц, Георгий Павлович (1893—1946) — архитектор и театральный художник, соавтор Устьинского моста, шлюза и ротонды насосной подстанции на Яузе; 2 уч. 40 ряд.
- Голяков, Иван Терентьевич (1888—1961) — Председатель Верховного суда СССР (1938—1948); 3 уч. 61 ряд.
- Гончаров, Андрей Александрович (1918—2001) — художественный руководитель Театра имени Маяковского, народный артист СССР; 10 уч. 5 ряд.
- Гопнер, Серафима Ильинична (1880—1966) — член КПСС с 1903 года, секретарь ЦК КП(б) Украины, доктор исторических наук; 6 уч. 26 ряд.
- Горбатов, Александр Васильевич (1891—1973) — генерал армии, Герой Советского Союза; автор памятника Г. Н. Постников; 7 уч. лев.ст. 7 ряд
- Горбатов, Борис Леонтьевич (1908—1954) — писатель; 2 уч. 34 ряд.
- Горбатюк, Евгений Михайлович (1914—1978) — лётчик-истребитель, генерал-полковник авиации (1967), Герой Советского Союза (1942); 7 уч. лев.ст. 14 ряд
- Горбачёв, Михаил Сергеевич (1931—2022) — советский и российский политик, государственный и общественный деятель, генеральный секретарь ЦК КПСС (1985—1991), президент СССР (1990—1991)
- Горбачёва, Раиса Максимовна (1932—1999) — советский и российский общественный деятель; жена М. С. Горбачёва; рядом с колумбарием, 130 секция, 8 уч. у Центральной аллеи
- Гордеев, Борис Степанович (1920—1984) — заместитель Министра внешней торговли СССР, Герой Социалистического Труда; 3 уч. 63 ряд.
- Гордлевский, Владимир Александрович (1876—1956) — востоковед-тюрколог, академик АН СССР (1946); 4 уч. 49 ряд.
- Горегляд, Алексей Адамович (1905—1986) — Министр судостроительной промышленности и Первый заместитель Председателя Госплана СССР; 10 уч. 3 ряд.
- Горелов, Гавриил Никитич (1880—1966) — живописец, заслуженный деятель искусств РСФСР, действительный член АХ СССР; 6 уч. 33 ряд.
- Горемыкин, Пётр Николаевич (1902—1976) — Нарком боеприпасов СССР (1941—1942), Министр сельскохозяйственного машиностроения СССР (1946—1951), Министр общего машиностроения СССР (1955—1957); 7 уч. лев.ст. 12 ряд.
- Горкин, Александр Фёдорович (1897—1988) — Секретарь Президиума Верховного Совета СССР, Председатель Верховного Суда СССР; 10 уч. 5 ряд.
- Гориневская, Валентина Валентиновна (1882—1953) — профессор,  доктор медицинских наук,  заслуженный деятель науки РСФСР, полковник медицинской службы; Колумбарий
- Городовиков, Басан Бадьминович (1910—1983) — генерал-лейтенант, Герой Советского Союза; племянник О. И. Городовикова; 10 уч. 1 ряд
- Городовиков, Ока Иванович (1879—1960) — кавалерист, генерал-полковник, Герой Советского Союза; 5 уч. 24 ряд у Центральной аллеи
- Горохов, Алексей Фёдорович (1892—1963) — советский военачальник, генерал-полковник артиллерии, вице-президент Академии артиллерийских наук; 8 уч. 22 ряд
- Горчаков, Николай Михайлович (1898—1958) — режиссёр, педагог, художественный руководитель Театра Сатиры, Заслуженный деятель искусств РСФСР (1943), доктор искусствоведения; 5 уч. 25 ряд.
- Горшков, Георгий Степанович (1921—1975) — вулканолог, член-корреспондент АН СССР; 3 уч. 55 ряд.
- Горшков, Сергей Георгиевич (1910—1988) — командующий ВМФ, Адмирал Флота Советского Союза, дважды Герой Советского Союза; 11 уч. 1 ряд
- Горюнов, Анатолий Иосифович (1902—1951) — актёр театра и кино, актёр Театра имени Вахтангова с 1926 года, народный артист РСФСР (1946); 2 уч. 10 ряд.
- Гоциридзе, Илья (Илларион) Давидович (1897—1968) — советский государственный и хозяйственный деятель. Генерал-директор движения 1-го ранга.
- Готье, Юрий Владимирович (1873—1943) — историк, археолог, академик АН СССР; 4 уч. 53 ряд.
- Грабарь, Игорь Эммануилович (1871—1960) — художник, искусствовед, действительный член АХ СССР, академик АН СССР; 8 уч. 4 ряд.
- Грабин, Василий Гаврилович (1899/1900—1980) — конструктор артиллерийского вооружения, лауреат четырёх Государственных премий СССР, генерал-полковник, доктор технических наук; 9 уч. 5 ряд.
- Гранат, Игнатий Наумович (1863—1941) — издатель, экономист, профессор политэкономии Московского университета; колумбарий, секция 54-5-1

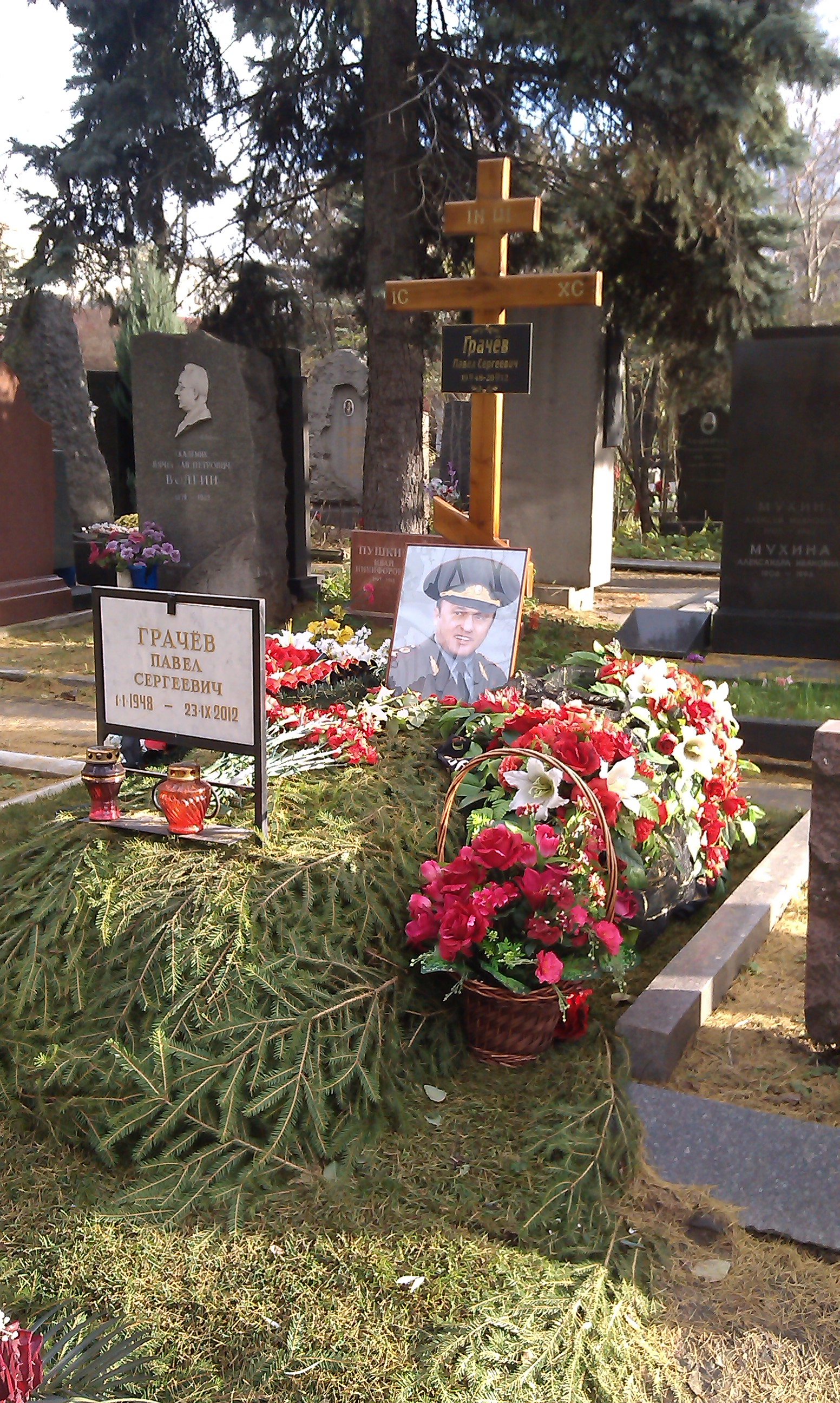
Могила Павла Грачёва

- Грачёв, Павел Сергеевич (1948—2012) — министр обороны РФ (1992—1996), генерал армии (1992), Герой Советского Союза; 6 уч. у Центральной аллеи.
- Гращенков, Николай Иванович (1901—1965) — невролог, член-корреспондент АН СССР (1939), академик АМН СССР (1944); 6 уч. 24 ряд
- Греков, Борис Дмитриевич (1882—1953) — историк, академик АН СССР; 1 уч. 11 ряд.
- Греков, Митрофан Борисович (1882—1934) — художник-баталист; автор памятника А. М. Таратынов; 2 уч. 19 ряд.
- Грендаль, Владимир Давыдович (1884—1940) — советский военачальник и выдающийся учёный-артиллерист, генерал-полковник артиллерии; 2 уч. 5 ряд.
- Грецкий, Пётр Петрович (1904—1972) — танкист, полковник, Герой Советского Союза (1944); колумбарий, секция 135-25-2, в районе 7 уч. лев.ст.
- Грибов, Алексей Николаевич (1902—1977) — актёр Художественного театра, киноактёр, народный артист СССР; 9 уч. 3 ряд.
- Григорьев, Андрей Александрович (1883—1968) — географ, директор Института географии АН СССР, академик АН СССР; 7 уч. пр.ст. 4 ряд.
- Григорьева, Галина Константиновна (1917—1969) — актриса театра и кино; колумбарий, 133 секция.
- Григорович, Дмитрий Павлович (1883—1938) — авиаконструктор, специалист по гидросамолётам, профессор; 3 уч. 63 ряд.
- Григорович, Юрий Николаевич (1927—2025) — советский и российский хореограф, балетмейстер, артист балета, педагог, публицист; 10 уч. 10 ряд.
- Гризодубова, Валентина Степановна (1910—1993) — лётчица, участница рекордных перелётов, Герой Советского Союза; 11 уч. 3 ряд
- Гринберг, Моисей Абрамович (1904—1968) — музыкально-общественный деятель, художественный руководитель Московской филармонии (1958—1968); 8 уч. 41 ряд.
- Гринчик, Алексей Николаевич (1912—1946) — лётчик-испытатель, инженер-подполковник; 2 уч. 40 ряд.
- Грифцов, Борис Александрович (1885—1950) — писатель, искусствовед, литературовед и переводчик; 4 уч. 42 ряд.
- Гриценко, Лилия Олимпиевна (1917—1989) — актриса театра и кино, певица, народная артистка РСФСР (1957); 2 уч. 6 ряд.
- Гриценко, Николай Олимпиевич (1912—1979) — актёр Театра имени Вахтангова, киноактёр, народный артист СССР; 2 уч. 6 ряд.
- Гришин, Виктор Васильевич (1914—1992) — Первый секретарь МГК КПСС, член Политбюро ЦК КПСС, Председатель ВЦСПС; 2 уч. 25 ряд.
- Гришин, Иван Тихонович (1901—1951) — генерал-полковник, Герой Советского Союза; 4 уч. 61 последний ряд

Могила генерала Ивана Гришина

- Гришманов, Иван Александрович (1906—1979) — заведующий Отделом строительства ЦК КПСС (1956—1961), Министр промышленности строительных материалов СССР (1965—1979), Герой Социалистического Труда (1976); 9 уч. 3 ряд.
- Громадин, Михаил Степанович (1899—1962) — командующий ПВО (1946—1948), генерал-полковник (1943); 8 уч. 16 ряд
- Громов, Михаил Михайлович (1899—1985) — лётчик, Герой Советского Союза, Заслуженный мастер спорта СССР; 7 уч. лев.ст. 21 ряд
- Громыко, Андрей Андреевич (1909—1989) — советский политический и государственный деятель, дипломат; автор памятника И. М. Рукавишников; 4 уч. 18 ряд.
- Груздин, Александр Иванович (1903—1943) — лётчик транспортной авиации, старший лейтенант, Герой Советского Союза (1941); колумбарий, 3 уч. слева от барельефа АНТ-20 «Максим Горький»
- Грушевой, Константин Степанович (1906—1982) — Первый секретарь Измаильского обкома КП(б) Украины (1948—1950), генерал-полковник (1967); 7 уч. лев.ст. 18 ряд.
- Грушин, Пётр Дмитриевич (1906—1993) — создатель ряда ракетно-зенитных комплексов, в том числе комплекса «С-300», академик АН СССР, лауреат Ленинской и Государственной премии СССР; 10 уч. 8 ряд.
- Грызлов, Анатолий Алексеевич (1904—1974) — советский военачальник, генерал-полковник; Колумбарий [130]-36-1.
- Губер, Александр Андреевич (1902—1971) — историк, востоковед, академик АН СССР (1966); 7 уч. пр.ст. 13 ряд.
- Губкин, Иван Михайлович (1871—1939) — геолог, нефтяной геолог, академик АН СССР; 1 уч. 46 ряд рядом с монастырской стеной.
- Гудзий, Николай Каллиникович (1887—1965) — литературовед, академик АН Украинской ССР, профессор Московского университета; 6 уч. 25 ряд
- Гудцов, Николай Тимофеевич (1885—1957) — металловед, академик АН СССР (1939); 5 уч. 1 ряд.
- Гулевич, Владимир Сергеевич (1867—1933) — биохимик, академик АН СССР (1929); 3 уч. 34 ряд.
- Гуляев, Александр Павлович (1908—1998) — шахматный композитор, профессор; 4 уч. 51 ряд
- Гумилевский, Николай Евграфович (1851—1907) — протоиерей, настоятель храма Блгв. царевича Димитрия при Голицынской больнице и храма Святых отец семи вселенских соборов, отец архиепископа Филиппа (Гумилевского); захоронен вместе с супругой Софией Николаевной и дочерью Анной; 2 уч.
- Гуревич, Любовь Яковлевна (1866—1940) — писательница, театральный и литературный критик, переводчик, публицист и общественный деятель; 2 уч. 10 ряд.
- Гурченко, Людмила Марковна (1935—2011) — народная артистка СССР (1983), эстрадная певица, режиссёр; 10 уч. 10 ряд.
- Гусаковский, Иосиф Ираклиевич (1904—1995) — генерал армии, дважды Герой Советского Союза; 11 уч. 4 ряд
- Гусаров, Николай Иванович (1905—1985) — советский партийный деятель, член Президиума ВС СССР.
- Гусев, Виктор Михайлович (1909—1944) — поэт, драматург, переводчик; 2 уч. 5 ряд.
- Гусев, Дмитрий Николаевич (1894—1957) — генерал-полковник, Герой Советского Союза; 5 уч. 10 ряд
- Гусенков, Пётр Васильевич (1905—1975) — Министр медицинской промышленности СССР (1967—1975); 6 уч. 28 ряд.
- Гуськов, Геннадий Яковлевич (1918—2002) — директор НИИ микроприборов, специалист по микроминимизации аппаратуры, член-корреспондент АН СССР (1984), Герой Социалистического Труда (1961), лауреат Ленинской (1974) и Государственной премии СССР (1951); 4 уч. 51 ряд.